# Åge Hareide
Åge Fridtjof Hareide né le 23 septembre 1953 à Hareid en Norvège, est un joueur et entraîneur de football norvégien.

## Carrière

### Joueur
Hareide a joué dans les clubs de Hødd, Molde, Manchester City et Norwich City. Il a joué 50 matches pour l'équipe nationale norvégienne et marqué 5 buts.

### Entraîneur
Il a entraîné les clubs de Molde, Helsingborg, Brøndby et Rosenborg. Helsingborg, Brøndby et Rosenborg sont devenus champions de leur série avec lui, et Molde, Helsingborg et Rosenborg ont gagné la coupe de leur pays. 
À l'instar de Giovanni Trapattoni, Trond Sollied et Sven-Göran Eriksson, il a gagné la coupe dans 3 pays européens différents.
Il a été nommé sélectionneur de l'équipe du Danemark le 10 décembre 2015 après une campagne de qualification pour l’Euro 2016 mené par Morten Olsen qui a échoué en barrage contre la Suède.
En août 2020, il est nommé entraîneur du Rosenborg, où il fait son retour 17 ans après avoir quitté le club.